# O Globo
O Globo (Portugese uitspraak: [uˈɡlobu]) is een Braziliaanse krant van conservatieve signatuur met hoofdzetel in de stad São Paulo. Het verschijnt als ochtendkrant en behoort samen met onder meer Folha de S.Paulo  en O Estado de S. Paulo tot de meest gelezen kranten in het land. Het is qua oplage de grootste krant van het land.

## Geschiedenis
De krant werd op 29 juli 1925 opgericht door de Braziliaanse journalist Irineu Marinho en verscheen vanaf toen als avondblad. Ongeveer zevenendertig jaar later, in 1962 werd het een ochtendblad. Na de dood van Irineu erfde zijn zoon Roberto Marinho de krant en bracht onder meer O Globo en Rede Globo onder in het door hem opgerichte Grupo Globo. Tijdens de militaire dictatuur in het land, die van 1964 tot 1985 duurde, steunde O Globo deze militaire regering. Later, vanaf jaren 2000 en 2010, was de krant kritisch op de linkse regeringen van Luiz Inacio Lula da Silva en Dilma Rousseff. In 2013 maakten O Globo en TV Globo bekend dat steun aan de militaire dictatuur een fout was.